# اچ‌ام‌اس آنزلو (جی۱۷)
اچ‌ام‌اس آنزلو (جی۱۷) (به انگلیسی: HMS Onslow (G17)) یک کشتی بود که طول آن ۳۴۵ فوت (۱۰۵ متر) بود. این کشتی در سال ۱۹۴۱ ساخته شد.